# Do it BANG BANG
「Do it BANG BANG」（ドゥ・イット・バン・バン）は、1978年10月1日に発売された榊原郁恵の8枚目のシングル。

## 解説
- 東京電気化学工業（現・TDK）のカセットテープ「TDK D」（初代後期最終型）のCMソングとして使用された。

- レコード発売当時の正式なタイトル表記は「Do It BANG BANG」と、Iの文字を大文字で小さく表記するというのが歌詞カード表記ではあるが、後のアルバムやテレビ番組出演時のタイトル文字表記にはその部分がほとんど小文字でitと表記されていた。

- 前作「夏のお嬢さん」に続き明るいタッチの楽曲ではあったが、前作を超えるまでのヒットにはならなかった（オリコンチャート最高15位、総売り上げ約12.5万枚のスマッシュヒット）[2]。

## 収録曲
- 全曲作曲：佐々木勉

### Side:A
1. Do it BANG BANG (3分21秒)
作詞：笠間ジュン／編曲：大村雅朗

### Side:B
1. コンピューター恋占い (3分48秒)
作詞：佐々木勉／編曲：若草恵

## レコーディング・スタッフ
- レコーディング・ディレクター：大村雅朗
- レコーディング・プロデューサー：伊達亮介（日本コロムビア）

## コマーシャル・タイアップ
- TDKの音楽・一般録音兼用カセットテープ「D」のTVコマーシャルに榊原郁恵が出演した時に当楽曲が使用された。